# Kościół św. Marcina w Świekatowie
Kościół Świętego Marcina – rzymskokatolicki kościół parafialny należący do parafii pod tym samym wezwaniem (dekanat lubiewski diecezji pelplińskiej).
Decyzja o budowie kościoła została podjęta w 1904 roku, jednak został on finalnie ukończony i poświęcony dopiero 14 marca 1909 roku, dzięki staraniom księdza proboszcza Antoniego Miluckiego. Zostały tam przeniesione ołtarze ze starej świątyni. 3 września 1939 roku, wojska hitlerowskie spaliły kościół, a w nim rannych polskich żołnierzy, którzy tam przebywali. Z pożaru ocalały: zakrystia (z  wyposażeniem), ornaty i naczynia kościelne, księgi liturgiczne i odnowiony kredens zakrystyjny. Dodatkowo, tego dnia, 26 mieszkańców Świekatowa zostało rozstrzelanych publicznie przez nazistów. W kruchcie świątyni umieszczono tablicę ku pamięci ofiarom.
Jesienią 1948 roku, została ukończona odbudowa kościoła, który poświęcono i odprawiono w nim, po raz pierwszy od dziewięciu lat, mszę. W kolejnych latach świątynia była odnawiana (ławki, polichromia, organy). W latach 1996–1999 wnętrze kościoła, wieża i dach zostały poddane renowacji i konserwacji. Odnowiono polichromię w świątyni. Odpowiadała za to profesor Z. Iwickia. Freski zostały przyzdobione obramowaniem wykonanym ze złota, to samo stało się ze "stacjami" drogi krzyżowej w kościele. W prezbiterium została położona marmurowa posadzka, we wszystkich oknach umieszczono witraże, organy zostały zmodernizowane, a także została zamontowana nowa aparatura nagłaśniająca.